# Turcinești
Turcinești is een Roemeense gemeente in het district Gorj.
Turcinești telt 2298 inwoners.